# برننا
برننا (به سوئدی: Brännö) یک منطقهٔ مسکونی در سوئد است که در بخش یوتبری واقع شده‌است. برننا ۰٫۸۷ کیلومتر مربع مساحت و ۷۰۸ نفر جمعیت دارد.